# Muespach-le-Haut
Muespach-le-Haut é uma comuna francesa na região administrativa de Grande Leste, no departamento Alto Reno. Estende-se por uma área de 6,9 km². Em 2010 a comuna tinha 1 083 habitantes (densidade: 157 hab./km²).